# Krenicyn (vulcano)
Il Krenicyn (in russo вулкан Креницына?) è un vulcano composito attivo situato sull'isola di Onekotan, nella Grande catena delle Curili (Russia). Appartiene al distretto Severo-Kuril'skij dell'oblast' di Sachalin.
Il nome gli venne dato nel 1805 dall'esploratore A. J. von Krusenstern in onore dal navigatore Pëtr Kuz'mič Krenicyn (1728-1770).
Il vulcano è il punto più alto dell'isola (1325 m) e si trova nella sua parte meridionale. Un cono vulcanico (con un diametro di base di 3,5-4 chilometri) si erge sotto forma di isola all'interno del lago Kolt'cvoe, che ha un diametro di circa 7 km e si trova ad un'altitudine di 400 m. Il lago è circondato da una somma, le pareti della più antica caldera Tao-Rusyr (con un'altezza di 540-920 metri con un diametro di base di circa 16 km). La caldera è composta da lave basaltiche e materiale andesitico sciolto, il cono vulcanico è composto da andesiti. I pendii sono ricoperti di pino nano siberiano.
C'è solo un'eruzione storica conosciuta, nel 1952 (VEI 3). In tempi recenti si registra solo attività fumarolica e termale.